# Get Blake! (phim)
Get Blake! là một bộ phim hoạt hình do Antonie Guilbaud tạo ra và được sản xuất bởi Marathon Media và hãng Nickelodeon (Nickelodeon Productions). Bộ phim này được phát sóng trên cả 2 đài: Gulli và Nickelodeon ở Pháp. 
Theo Marathon Media, bộ phim này là loạt phim hài rộng rãi đầu tiên sau nhiều năm thực hiện những pha hành động nhẹ nhàng như "Totally Spies!" hoặc "Martin Mystery". Get Blake! đã kết thúc vào ngày 29 tháng 10 năm 2015, với tổng cộng 26 tập.

## Tóm tắt
Loạt phim theo chân Blake Myers, một cậu bé tuổi teen thích phiêu lưu, người được định sẵn một ngày sẽ bảo vệ loài người khỏi những con sóc ngoài hành tinh được gọi là "Squaliens". Tuy nhiên, các Squalien đã được gửi ngược thời gian để ngăn Blake hoàn thành sứ mệnh này.

## Nhân vật
- Blake Myers (đóng bởi Robbie Daymond) - một cậu bé 13 tuổi mơ ước trở thành một nhân viên kiểm lâm không gian. Cậu thành thạo trò chơi parkour giúp thoát khỏi Squaliens. Cậu có sự đồng cảm mạnh mẽ với Leonard.
- Mitch de la Cruz (đóng bởi Spike Spencer) - là người Mỹ gốc México, đồng thời cũng là người bạn thân nhất của Blake, người không trân trọng gì hơn tình bạn của họ và luôn ghen tị mỗi khi sự chú ý của Blake chuyển hướng sang người khác.

- Maxus (đóng bởi John T. Fisher) - người hách dịch nhất và lùn nhất trong bộ ba Squalien, anh trai của Jerome và cháu trai của Tướng quân Squalien .
- Jerome (đóng bởi Danny Katiana) - Kẻ ngu dốt nhất của bộ ba Squalien, anh trai của Maxus và là cháu trai của Tướng quân Squalien.
- Leonard (đóng bởi Kevin Glikmann) - Nhà lãnh đạo thiên tài và tự bổ nhiệm của bộ ba Squalien. Hắn ta luôn là người phát minh ra các tiện ích cần thiết cho nhiệm vụ của họ.
- Tướng quân Squalien (đóng bởi Kevin Glikmann) - Chỉ huy của Squaliens, người đã gửi Leonard, Jerome và Maxus từ tương lai để bắt Blake. Là chú của Maxus và Jerome, hắn chủ yếu đứng về phía họ và nghi ngờ Leonard.
- Zorka - Nhà thầu thường trú và cũng là người giám hộ của Roy.
- Skye Gunderson (đóng bởi Katie Leigh) - Hàng xóm của Blake cũng như người yêu của anh ấy. Cô cũng tình nguyện làm y tá nha khoa giúp cha mình.
- Roy Cronk (đóng bởi Faruq Tauheed) - Người hàng xóm cáu kỉnh nhất mà Blake và Mitch thường xuyên nổi cáu.
- Dale Myers (đóng bởi Derek Dressler) - Cha của Blake, đồng thời là người đồng sở hữu công ty kinh doanh du lịch của gia đình, "Let's Travel!".
- Darla Myers (đóng bởi Tarah Consoli) - Mẹ của Blake, và đồng sở hữu của "Let's Travel!".
- Rodrigo de la Cruz - Cha của Mitch, đồng thời cũng là một nhà phát minh lành nghề.
- Carmen de la Cruz (đóng bởi Yeni Álvarez) - Mẹ của Mitch, người tổ chức các bữa tiệc của thị trấn.
- Tiến sĩ Björn Gunderson - Cha của Skye, là nha sĩ nội trú và giống như cô ấy, ông cũng có răng thưa.
- Isabelle Gunderson - mẹ của Skye.
- Sunshine Gunderson - Em gái của Skye.
- Fast Eddy - Thú cưng của Zorka, luôn bảo vệ bãi cỏ của anh ấy.

## Danh sách các tập phimGet Blake!
| TT. | Tiêu đề                   | Biên kịch                | Storyboarded by                              | Ngày phát hành gốc                   | U.S. air date     |
| --- | ------------------------- | ------------------------ | -------------------------------------------- | ------------------------------------ | ----------------- |
| 1 | "Get Shrunk!""Get Inked!" | Dani VeterePaul Grinberg | Christophe Ollivier-Noborio Daniel Klein     | 1 tháng 3 năm 20152 tháng 3 năm 2015 | TBA               |
| "Get Shrunk!": Các Squaliens thu nhỏ Blake và Mitch. "Get Inked!": Leonard phát minh ra một thiết bị có thể chuyển đổi cơ thể. Khi Blake và Mitch đến thăm một thủy cung, Blake cuối cùng đã bị hoán đổi cơ thể của mình với một con bạch tuộc trong khi cơ thể của Mitch bị hoán đổi với một con chim cánh cụt. Cả hai cậu bé phải theo đuổi những sinh vật trong cơ thể của họ, với những cậu bé trong cơ thể mới. |                           |                          |                                              |                                      |                   |
| 2a | "Get Pizza!"              | Derek Dressler           | Olivier Poirette                             | 3 tháng 3 năm 2015                   | 3 tháng 3, 2016   |
| Mẹ của Blake tự làm chiếc bánh pizza được lan truyền rộng rãi, mang lại thu nhập cho Blake và Mitch. Ngay cả những người Squaliens cuối cùng cũng nghiện pizza, nhưng mẹ của Blake cũng nghiện làm pizza. |                           |                          |                                              |                                      |                   |
| 2b | "Get Prehistoric!"        | Eric Rivera              | Sandrine Sekulak                             | 4 tháng 3 năm 2015                   | 4 tháng 5, 2016   |
| Trong khi tìm kiếm một món quà sinh nhật cho Skye, người Squaliens để lại một chiếc xe đạp cho Blake, cuối cùng anh ấy và Mitch đã đưa anh ấy và Mitch đến Thời kỳ Đồ đá. |                           |                          |                                              |                                      |                   |
| 3a | "Get Old!"                | May Chan                 | Christophe Ollivier-Noborio                  | 5 tháng 3 năm 2015                   | 27 tháng 4, 2016  |
| Các Squaliens biến Blake và Mitch thành những công dân cao tuổi để Blake không đủ sức khỏe để đi vào vũ trụ. |                           |                          |                                              |                                      |                   |
| 3b | "Get Frozen!"             | Derek Dressler           | Joan Gouviac                                 | 8 tháng 3 năm 2015                   | 27 tháng 4, 2016  |
| Leonard làm Blake bị tê liệt bằng một tia đóng băng, mà Jerome vô tình làm Leonard bị tê liệt. Cả hai sau đó bị nhầm là tượng và bỏ lại một bãi cỏ. Mitch phải hợp tác với Jerome ngu ngốc để cứu cả hai. |                           |                          |                                              |                                      |                   |
| 4a | "Get Amnesia!"            | Patrick Andrew O'Connor  | Pascal Ropars                                | 10 tháng 3 năm 2015                  | 11 tháng 5, 2016  |
| Blake và Leonard bị mất trí nhớ và tin rằng họ là bạn thân. |                           |                          |                                              |                                      |                   |
| 4b | "Get Fishin'!"            | Patrick Andrew O'Connor  | Daniel Klein                                 | 11 tháng 3 năm 2015                  | 11 tháng 5, 2016  |
| Blake phải thành thạo việc chơi cá gỗ để có màn trình diễn giữa các ban nhạc với Skye. |                           |                          |                                              |                                      |                   |
| 5a | "Get Dogged!"             | Cindy Morrow             | Joan Gouviac                                 | 12 tháng 3 năm 2015                  | 20 tháng 4, 2016  |
| Nhóm Squaliens cải trang thành một con chó và trở thành bạn thân mới của Blake. |                           |                          |                                              |                                      |                   |
| 5b | "Get Commercial!"         | Eric Rivera              | Yves Bigerel                                 | 13 tháng 3 năm 2015                  | 20 tháng 4, 2016  |
| Nhóm Squaliens cải trang để phá hỏng một bộ phim thương mại mới của Blake nhằm thay thế bộ phim thời thơ ấu của cậu. |                           |                          |                                              |                                      |                   |
| 6a | "Get Well!"               | Patrick Andrew O'Connor  | Pascal Ropars                                | 16 tháng 3 năm 2015                  | 6 tháng 11, 2016  |
| Mitch, Jerome và Maxus mắc một căn bệnh khiến họ bị ảo giác, khiến Blake và Leonard phải đối mặt với nhau một mình. |                           |                          |                                              |                                      |                   |
| 6b | "Get Boots!"              | Eric Rivera              | Jean Gouviac                                 | 17 tháng 3 năm 2015                  | 20 tháng 11, 2016 |
| Cả Blake và Tướng quân Squalien đều khao khát có được một đôi ủng không thể phá hủy. Vì Tướng quân ra lệnh cho các Squaliens lấy ủng cho anh ta trước khi bắt được Blake, nên bộ ba phải chống lại việc chiến đấu với Blake cho đến lúc đó. |                           |                          |                                              |                                      |                   |
| 7a | "Get Invisible!"          | Sindy Spackman           | Christophe Ollivier-Noborio                  | 18 tháng 3 năm 2015                  | TBA               |
| Blake quay lại chỗ Squaliens sau khi anh sử dụng chiếc nhẫn tàng hình mà họ đánh mất. |                           |                          |                                              |                                      |                   |
| 7b | "Get Hairy!"              | Patrick Andrew O'Connor  | Pascal Ropars                                | 19 tháng 3 năm 2015                  | 18 tháng 5, 2016  |
| Sau khi Blake và Mitch sử dụng dung dịch mọc tóc của bố Mitch để xem phim, lông của họ mọc khắp cơ thể. |                           |                          |                                              |                                      |                   |
| 8a | "Get Elected!"            | Eric Rivera              | Daniel Klein                                 | 20 tháng 3 năm 2015                  | TBA               |
| Roy tổ chức cuộc bầu cử chống lại mẹ của Mitch để ông ta có thể hủy hoại cuộc đời Blake. Leonard cũng cố gắng tẩy não Roy để tăng cơ hội đắc cử. |                           |                          |                                              |                                      |                   |
| 8b | "Get Toothy!"             | Dave Lewman              | Joan Gouviac                                 | 23 tháng 3 năm 2015                  | 18 tháng 12, 2016 |
| Tiến sĩ Gunderson giao cho Blake biểu diễn cho trẻ em với tư cách là linh vật của ông, Mr. Toothy, trong khi anh tìm kiếm một con tắc kè hoa bị mất tích cùng với các Gundersons khác. |                           |                          |                                              |                                      |                   |
| 9a | "Get Squirrels!"          | Reid Harrison            | Pascal Ropars                                | 24 tháng 3 năm 2015                  | 18 tháng 5, 2016  |
| Leonard tẩy não lũ sóc Trái đất để thực hiện mệnh lệnh bắt Blake. |                           |                          |                                              |                                      |                   |
| 9b | "Get Terrestrial!"        | Eric Rivera              | Daniel Klein                                 | 25 tháng 3 năm 2015                  | 18 tháng 12, 2016 |
| Các Squaliens bắt cóc một đứa trẻ ngoài hành tinh mặc quầng sáng để giúp họ bắt được Blake, nhưng cuối cùng thì anh ta và Mitch lại phải nuôi nấng nó. |                           |                          |                                              |                                      |                   |
| 10a | "Get Peaceful!"           | Patrick Andrew O'Connor  | Christophe Ollivier-Noborio                  | 26 tháng 3 năm 2015                  | TBA               |
| Leonard biến Blake thành một gã híp-pi để anh không thể đánh bại bọn Squaliens trong tương lai. |                           |                          |                                              |                                      |                   |
| 10b | "Get Hurtin'!"            | Patrick Andrew O'Connor  | Joan Gouviac                                 | 27 tháng 3 năm 2015                  | TBA               |
| Leonard đồng bộ hóa hệ thống thần kinh của mình với Blake để một trong hai có thể cảm nhận được bất kỳ nỗi đau nào của người kia. |                           |                          |                                              |                                      |                   |
| 11a | "Get Sleep!"              | May Chan                 | Christophe Ollivier-Noborio                  | 8 tháng 9 năm 2015                   | 20 tháng 11, 2016 |
| Các Squaliens định đưa Blake vào giấc ngủ sâu, nhưng bột ngủ của họ lại dính vào Roy. Blake và Mitch giúp Roy đang ngủ trong buổi hẹn hò trong khi các Squaliens tiếp tục cố gắng đưa Blake vào giấc ngủ. |                           |                          |                                              |                                      |                   |
| 11b | "Get Surprised!"          | Eric Rivera              | Daniel Klein                                 | 10 tháng 9 năm 2015                  | TBA               |
| Vào ngày sinh nhật của Blake, Leonard bắt cóc cậu trong khi tập hợp những người khác tại bữa tiệc sinh nhật dành cho anh ta, nhưng Mitch ngửi thấy mùi chuột. |                           |                          |                                              |                                      |                   |
| 12a | "Get Wet!"                | Patrick Andrew O'Connor  | Anthony Pascal                               | 11 tháng 9 năm 2015                  | TBA               |
| 12b | "Get Sentient!"           | Eric Rivera              | Olivier Derynck                              | 14 tháng 9 năm 2015                  | TBA               |
| 13a | "Get Snatched!"           | Chris Savino             | Christophe Ollivier-Noborio                  | 15 tháng 9 năm 2015                  | TBA               |
| 13b | "Get Grounded!"           | Eric Rivera              | Anthony Pascal                               | 16 tháng 9 năm 2015                  | TBA               |
| 14a | "Get Blakes!"             | May Chan                 | Miguel Rodrigues                             | 17 tháng 9 năm 2015                  | TBA               |
| 14b | "Get Trapped!"            | David Lewman             | Joan Gouviac                                 | 18 tháng 9 năm 2015                  | TBA               |
| 15a | "Get Dreamin'!"           | Eric Rivera              | Olivier Derynck                              | 21 tháng 9 năm 2015                  | TBA               |
| 15b | "Get Reception!"          | Derek Dressler           | Ronan Le Brun                                | 22 tháng 9 năm 2015                  | TBA               |
| 16a | "Get Surrendered!"        | Derek Dressler           | Joan Gouviac                                 | 23 tháng 9 năm 2015                  | 25 tháng 4, 2016  |
| Khi các Squaliens bị sốc khi biết rằng Blake tương lai đã chiến thắng và anh ta nói với Maxus và Jerome hãy từ bỏ quá khứ của mình rằng họ đã không bắt được anh ta. |                           |                          |                                              |                                      |                   |
| 16b | "Get Late!"               | Eric Rivera              | Daniel Klein                                 | 24 tháng 9 năm 2015                  | 25 tháng 5, 2016  |
| 17a | "Get Morphed!"            | Ian Freedman             | Rob Hoegee                                   | 25 tháng 9 năm 2015                  | TBA               |
| Sau khi không bắt được Blake, Tướng quân Squalien quyết định thay thế các cháu trai của mình bằng một con robot (người máy) bình thường có thể biến hình thành bất cứ thứ gì. |                           |                          |                                              |                                      |                   |
| 17b | "Get Tough!"              | Ian Freedman             | Dave Polsky                                  | 28 tháng 9 năm 2015                  | TBA               |
| 18a | "Get Stuck!"              | Ian Freedman             | Rob Hoegee                                   | 29 tháng 9 năm 2015                  | TBA               |
| 18b | "Get Baking!"             | Ian Freedman             | Dave Polsky                                  | 30 tháng 9 năm 2015                  | TBA               |
| 19a | "Get Treasure!"           | Ian Freedman             | Rob Hoegee                                   | 1 tháng 10 năm 2015                  | TBA               |
| 19b | "Get Weather!"            | David Lewman             | Joan Gouviac                                 | 2 tháng 10 năm 2015                  | TBA               |
| 20a | "Get Weasel!"             | Eric Rivera              | Kévin Audi-Grivetta                          | 5 tháng 10 năm 2015                  | TBA               |
| 20b | "Get Mommy!"              | Derek Dressler           | Fabien Brandily                              | 6 tháng 10 năm 2015                  | TBA               |
| 21a | "Get Cratered!"           | Derek Dressler           | Yves Bigerel                                 | 7 tháng 10 năm 2015                  | TBA               |
| 21b | "Get Non-Existent!"       | David Lewman             | Richard Méril                                | 8 tháng 10 năm 2015                  | TBA               |
| 22a | "Get Racing!"             | Ian Freedman             | Rob Hoegee                                   | 9 tháng 10 năm 2015                  | TBA               |
| 22b | "Get Piratical!"          | Ian Freedman             | Dave Polsky                                  | 12 tháng 10 năm 2015                 | TBA               |
| 23a | "Get Western!"            | Chris Savino             | Rob Hoegee                                   | 13 tháng 10 năm 2015                 | TBA               |
| 23b | "Get Medieval!"           | Ian Freedman             | Dave Polsky                                  | 14 tháng 10 năm 2015                 | TBA               |
| Blake và Mitch chơi trò đấu thương, chỉ để có sự tham gia của các Squaliens. |                           |                          |                                              |                                      |                   |
| 24a | "Get Zombies!"            | Brad Birch               | Daniel Klein                                 | 26 tháng 10 năm 2015                 | 6 tháng 11, 2016  |
| Vì Blake và Mitch đang phải vật lộn để giành chiến thắng trong một trò chơi điện tử nên Leonard có ý định nhốt họ vào đó, chỉ để khiến những thây ma trong trò chơi trở nên sống động. |                           |                          |                                              |                                      |                   |
| 24b | "Get Spooked!"            | Cindy Morrow             | Pascal Ropars                                | 27 tháng 10 năm 2015                 | TBA               |
| Skye kể cho Blake và Mitch một câu chuyện ma khiến họ và các Squaliens sợ hãi. |                           |                          |                                              |                                      |                   |
| 25a25b | "Get Skye!"               | Derek Dressler           | Pascal Ropars (Part 1) Joan Gouviac (Part 2) | 28 tháng 10 năm 2015                 | TBA               |
| Nhóm Squalien giả mạo một lá thư của Skye để dụ Blake. Họ đóng băng Skye và giữ cô làm con tin sau khi kế hoạch của họ thất bại, khiến Blake phải đuổi theo họ để giải cứu người yêu của anh. |                           |                          |                                              |                                      |                   |
| 26a26b | "Got Blake!"              | Rob Hoegee               | Dave Polsky                                  | 30 tháng 10 năm 2015                 | TBA               |

## Phát tin
Get Blake! ban đầu sẽ được công chiếu trên Nickelodeon ở Hoa Kỳ vào tháng 4 năm 2015, nhưng thay vào đó, nó đã bắt đầu phát sóng trên vào ngày 20 tháng 4 năm 2016. Ở Ả Rập, nó đang được phát sóng trên cả Nickelodeon và Nicktoons. Nó cũng được phát sóng trên ABC Me ở Úc.

## Chiếu tại Việt Nam
Tại Việt Nam, phim được chiếu trên kênh An Viên - BTV9 và kênh SAM - BTV11 với tên "Blake và người ngoài hành tinh (?)".

## Chủ đề
Mỗi tập phim luôn chứa đựng những thông điệp về tình bạn trong sáng, tinh thần đoàn kết, dũng cảm chiến đấu chống lại cái ác, dù gặp bất cứ khó khăn nhưng không lùi bước, từ đó hình thành nhân cách tốt cho các khán giả nhỏ tuổi.